# Tenggulang Baru
Tenggulang Baru is een bestuurslaag in het regentschap Musi Banyuasin van de provincie Zuid-Sumatra, Indonesië. Tenggulang Baru telt 857 inwoners (volkstelling 2010).